# Jean de Laval-Loué
Jean de Laval-Loué, seigneur de Loué, de Benais, de Brée.
Il est le fils de Guy Ier de Laval-Loué et de Jeanne de Pommerieux, et mourut vers 1400 sans laisser de postérité de ses deux femmes, Marie de Beaupréau,, puis Mahaut Le Vayer (de Couesmes ; veuve d'Hardouin VII de Maillé). Son héritage fut partagé entre ses deux frères : Thibault Ier de Laval-Loué ; et Guy de Laval-Pommereux, époux en premières noces de Marguerite Machefer, dame de Montjean, et connu sous le nom de Guy de Montjean.